# Sebradykare
Sebradykare eller strimmig dykare (Cephalophus zebra) är en art i underfamiljen dykarantiloper, som tillhör familjen slidhornsdjur.

## Kännetecken
Sebradykaren är en liten antilop med rödbrun päls, mörkare på ovansidan av kroppen än på undersidan, vilken kan vara ganska ljus. Över ryggen och en bit ner längs sidorna har den 12 till 15 svarta ränder. Den har också mörka markeringar på benen och rödbrunt huvud. Både hanen och honan har korta horn, omkring 4,50 centimeter respektive 2,25 centimeter. Kroppslängden är cirka 90 centimeter, svansen omkring 15 centimeter, mankhöjden 45 till 50 centimeter och vikten upp till 20 kilogram.

## Utbredning
Sebradykaren finns i Afrika, i Guinea, Liberia, Elfenbenskusten och Sierra Leone.

### Status
Sebradykaren är klassad som sårbar av IUCN. Det främsta hotet är jakt och habitatförlust, genom nedhuggning av de regnskogar där den lever. 1999 uppskattades det finnas omkring 28 000 sebradykare och 2001 uppskattades det finnas omkring 15 000 och populationstrenden är nedåtgående. 

## Levnadssätt
Sebradykaren finns i regnskogar, främst i låglänta områden eller i lägre regioner av mer kuperad skog. Den kan sällsynt även påträffas i områden med en blandning av skog och odlad mark. Sebradykaren anses dock vara en av de mest skogsbundna arterna av dykarantiloper. Födan består främst av frukt och blad.

### Fortplantning
Sebradykaren kan fortplanta sig året om och honan får en kalv per dräktighet. När ungen föds har den en mörkare, nästan blåaktig ton i pälsen som gradvis ljusnar från och med två månaders ålder tills den liknar de vuxna djuren. Ungen kommer snabbt på benen och brukar dia för första gången redan 15 till 30 minuter efter födseln. De första 2 till 3 veckorna av sitt liv håller den sig gömd i vegetationen och honan kommer för att låta den dia ungefär fyra gånger om dagen. Men redan vid en veckas ålder börjar den nafsa efter löv och kvistar. Vid omkring 120 dagars ålder är den avvand. Hanarna blir könsmogna vid ungefär två års ålder och honorna något tidigare.